# Vassili et Mikhaïl Platov

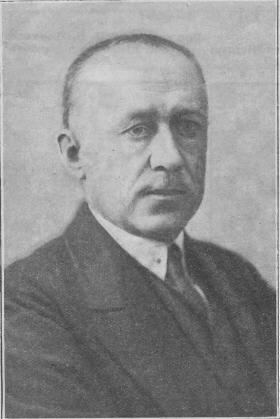
Vassili Platov, compositeur d'échecs.

Vassili Nikolaïevitch Platov, écrit aussi Vasily (Vasīlijs Platovs en letton et Василий Николаевич Платов en russe), né le 24 mars 1881 à Riga et mort le 17 juillet 1952 à Moscou, et son frère Mikhaïl Nikolaïevitch Platov écrit aussi Mikhail (Mihails Platovs en letton et Михаил Николаевич Платов en russe), né le 5 juin 1883 à Riga et mort en 1938, en 1940 ou en 1942 selon les sources, sont deux compositeurs de problèmes d'échecs soviétiques considérés comme figurant parmi les pères de l'étude d'échecs de leur pays au même titre qu'Alekseï Troïtski.

## Exemple de compositions
|   | a | b | c | d | e | f | g | h |   |
| 8 | Pion blanc sur case blanche c6 · Tour noire sur case blanche h5 · Roi blanc sur case noire b4 · Fou blanc sur case noire h2 · Roi noir sur case noire a1 | Pion blanc sur case blanche c6 · Tour noire sur case blanche h5 · Roi blanc sur case noire b4 · Fou blanc sur case noire h2 · Roi noir sur case noire a1 | Pion blanc sur case blanche c6 · Tour noire sur case blanche h5 · Roi blanc sur case noire b4 · Fou blanc sur case noire h2 · Roi noir sur case noire a1 | Pion blanc sur case blanche c6 · Tour noire sur case blanche h5 · Roi blanc sur case noire b4 · Fou blanc sur case noire h2 · Roi noir sur case noire a1 | Pion blanc sur case blanche c6 · Tour noire sur case blanche h5 · Roi blanc sur case noire b4 · Fou blanc sur case noire h2 · Roi noir sur case noire a1 | Pion blanc sur case blanche c6 · Tour noire sur case blanche h5 · Roi blanc sur case noire b4 · Fou blanc sur case noire h2 · Roi noir sur case noire a1 | Pion blanc sur case blanche c6 · Tour noire sur case blanche h5 · Roi blanc sur case noire b4 · Fou blanc sur case noire h2 · Roi noir sur case noire a1 | Pion blanc sur case blanche c6 · Tour noire sur case blanche h5 · Roi blanc sur case noire b4 · Fou blanc sur case noire h2 · Roi noir sur case noire a1 | 8 |
| 7 | Pion blanc sur case blanche c6 · Tour noire sur case blanche h5 · Roi blanc sur case noire b4 · Fou blanc sur case noire h2 · Roi noir sur case noire a1 | Pion blanc sur case blanche c6 · Tour noire sur case blanche h5 · Roi blanc sur case noire b4 · Fou blanc sur case noire h2 · Roi noir sur case noire a1 | Pion blanc sur case blanche c6 · Tour noire sur case blanche h5 · Roi blanc sur case noire b4 · Fou blanc sur case noire h2 · Roi noir sur case noire a1 | Pion blanc sur case blanche c6 · Tour noire sur case blanche h5 · Roi blanc sur case noire b4 · Fou blanc sur case noire h2 · Roi noir sur case noire a1 | Pion blanc sur case blanche c6 · Tour noire sur case blanche h5 · Roi blanc sur case noire b4 · Fou blanc sur case noire h2 · Roi noir sur case noire a1 | Pion blanc sur case blanche c6 · Tour noire sur case blanche h5 · Roi blanc sur case noire b4 · Fou blanc sur case noire h2 · Roi noir sur case noire a1 | Pion blanc sur case blanche c6 · Tour noire sur case blanche h5 · Roi blanc sur case noire b4 · Fou blanc sur case noire h2 · Roi noir sur case noire a1 | Pion blanc sur case blanche c6 · Tour noire sur case blanche h5 · Roi blanc sur case noire b4 · Fou blanc sur case noire h2 · Roi noir sur case noire a1 | 7 |
| 6 | Pion blanc sur case blanche c6 · Tour noire sur case blanche h5 · Roi blanc sur case noire b4 · Fou blanc sur case noire h2 · Roi noir sur case noire a1 | Pion blanc sur case blanche c6 · Tour noire sur case blanche h5 · Roi blanc sur case noire b4 · Fou blanc sur case noire h2 · Roi noir sur case noire a1 | Pion blanc sur case blanche c6 · Tour noire sur case blanche h5 · Roi blanc sur case noire b4 · Fou blanc sur case noire h2 · Roi noir sur case noire a1 | Pion blanc sur case blanche c6 · Tour noire sur case blanche h5 · Roi blanc sur case noire b4 · Fou blanc sur case noire h2 · Roi noir sur case noire a1 | Pion blanc sur case blanche c6 · Tour noire sur case blanche h5 · Roi blanc sur case noire b4 · Fou blanc sur case noire h2 · Roi noir sur case noire a1 | Pion blanc sur case blanche c6 · Tour noire sur case blanche h5 · Roi blanc sur case noire b4 · Fou blanc sur case noire h2 · Roi noir sur case noire a1 | Pion blanc sur case blanche c6 · Tour noire sur case blanche h5 · Roi blanc sur case noire b4 · Fou blanc sur case noire h2 · Roi noir sur case noire a1 | Pion blanc sur case blanche c6 · Tour noire sur case blanche h5 · Roi blanc sur case noire b4 · Fou blanc sur case noire h2 · Roi noir sur case noire a1 | 6 |
| 5 | Pion blanc sur case blanche c6 · Tour noire sur case blanche h5 · Roi blanc sur case noire b4 · Fou blanc sur case noire h2 · Roi noir sur case noire a1 | Pion blanc sur case blanche c6 · Tour noire sur case blanche h5 · Roi blanc sur case noire b4 · Fou blanc sur case noire h2 · Roi noir sur case noire a1 | Pion blanc sur case blanche c6 · Tour noire sur case blanche h5 · Roi blanc sur case noire b4 · Fou blanc sur case noire h2 · Roi noir sur case noire a1 | Pion blanc sur case blanche c6 · Tour noire sur case blanche h5 · Roi blanc sur case noire b4 · Fou blanc sur case noire h2 · Roi noir sur case noire a1 | Pion blanc sur case blanche c6 · Tour noire sur case blanche h5 · Roi blanc sur case noire b4 · Fou blanc sur case noire h2 · Roi noir sur case noire a1 | Pion blanc sur case blanche c6 · Tour noire sur case blanche h5 · Roi blanc sur case noire b4 · Fou blanc sur case noire h2 · Roi noir sur case noire a1 | Pion blanc sur case blanche c6 · Tour noire sur case blanche h5 · Roi blanc sur case noire b4 · Fou blanc sur case noire h2 · Roi noir sur case noire a1 | Pion blanc sur case blanche c6 · Tour noire sur case blanche h5 · Roi blanc sur case noire b4 · Fou blanc sur case noire h2 · Roi noir sur case noire a1 | 5 |
| 4 | Pion blanc sur case blanche c6 · Tour noire sur case blanche h5 · Roi blanc sur case noire b4 · Fou blanc sur case noire h2 · Roi noir sur case noire a1 | Pion blanc sur case blanche c6 · Tour noire sur case blanche h5 · Roi blanc sur case noire b4 · Fou blanc sur case noire h2 · Roi noir sur case noire a1 | Pion blanc sur case blanche c6 · Tour noire sur case blanche h5 · Roi blanc sur case noire b4 · Fou blanc sur case noire h2 · Roi noir sur case noire a1 | Pion blanc sur case blanche c6 · Tour noire sur case blanche h5 · Roi blanc sur case noire b4 · Fou blanc sur case noire h2 · Roi noir sur case noire a1 | Pion blanc sur case blanche c6 · Tour noire sur case blanche h5 · Roi blanc sur case noire b4 · Fou blanc sur case noire h2 · Roi noir sur case noire a1 | Pion blanc sur case blanche c6 · Tour noire sur case blanche h5 · Roi blanc sur case noire b4 · Fou blanc sur case noire h2 · Roi noir sur case noire a1 | Pion blanc sur case blanche c6 · Tour noire sur case blanche h5 · Roi blanc sur case noire b4 · Fou blanc sur case noire h2 · Roi noir sur case noire a1 | Pion blanc sur case blanche c6 · Tour noire sur case blanche h5 · Roi blanc sur case noire b4 · Fou blanc sur case noire h2 · Roi noir sur case noire a1 | 4 |
| 3 | Pion blanc sur case blanche c6 · Tour noire sur case blanche h5 · Roi blanc sur case noire b4 · Fou blanc sur case noire h2 · Roi noir sur case noire a1 | Pion blanc sur case blanche c6 · Tour noire sur case blanche h5 · Roi blanc sur case noire b4 · Fou blanc sur case noire h2 · Roi noir sur case noire a1 | Pion blanc sur case blanche c6 · Tour noire sur case blanche h5 · Roi blanc sur case noire b4 · Fou blanc sur case noire h2 · Roi noir sur case noire a1 | Pion blanc sur case blanche c6 · Tour noire sur case blanche h5 · Roi blanc sur case noire b4 · Fou blanc sur case noire h2 · Roi noir sur case noire a1 | Pion blanc sur case blanche c6 · Tour noire sur case blanche h5 · Roi blanc sur case noire b4 · Fou blanc sur case noire h2 · Roi noir sur case noire a1 | Pion blanc sur case blanche c6 · Tour noire sur case blanche h5 · Roi blanc sur case noire b4 · Fou blanc sur case noire h2 · Roi noir sur case noire a1 | Pion blanc sur case blanche c6 · Tour noire sur case blanche h5 · Roi blanc sur case noire b4 · Fou blanc sur case noire h2 · Roi noir sur case noire a1 | Pion blanc sur case blanche c6 · Tour noire sur case blanche h5 · Roi blanc sur case noire b4 · Fou blanc sur case noire h2 · Roi noir sur case noire a1 | 3 |
| 2 | Pion blanc sur case blanche c6 · Tour noire sur case blanche h5 · Roi blanc sur case noire b4 · Fou blanc sur case noire h2 · Roi noir sur case noire a1 | Pion blanc sur case blanche c6 · Tour noire sur case blanche h5 · Roi blanc sur case noire b4 · Fou blanc sur case noire h2 · Roi noir sur case noire a1 | Pion blanc sur case blanche c6 · Tour noire sur case blanche h5 · Roi blanc sur case noire b4 · Fou blanc sur case noire h2 · Roi noir sur case noire a1 | Pion blanc sur case blanche c6 · Tour noire sur case blanche h5 · Roi blanc sur case noire b4 · Fou blanc sur case noire h2 · Roi noir sur case noire a1 | Pion blanc sur case blanche c6 · Tour noire sur case blanche h5 · Roi blanc sur case noire b4 · Fou blanc sur case noire h2 · Roi noir sur case noire a1 | Pion blanc sur case blanche c6 · Tour noire sur case blanche h5 · Roi blanc sur case noire b4 · Fou blanc sur case noire h2 · Roi noir sur case noire a1 | Pion blanc sur case blanche c6 · Tour noire sur case blanche h5 · Roi blanc sur case noire b4 · Fou blanc sur case noire h2 · Roi noir sur case noire a1 | Pion blanc sur case blanche c6 · Tour noire sur case blanche h5 · Roi blanc sur case noire b4 · Fou blanc sur case noire h2 · Roi noir sur case noire a1 | 2 |
| 1 | Pion blanc sur case blanche c6 · Tour noire sur case blanche h5 · Roi blanc sur case noire b4 · Fou blanc sur case noire h2 · Roi noir sur case noire a1 | Pion blanc sur case blanche c6 · Tour noire sur case blanche h5 · Roi blanc sur case noire b4 · Fou blanc sur case noire h2 · Roi noir sur case noire a1 | Pion blanc sur case blanche c6 · Tour noire sur case blanche h5 · Roi blanc sur case noire b4 · Fou blanc sur case noire h2 · Roi noir sur case noire a1 | Pion blanc sur case blanche c6 · Tour noire sur case blanche h5 · Roi blanc sur case noire b4 · Fou blanc sur case noire h2 · Roi noir sur case noire a1 | Pion blanc sur case blanche c6 · Tour noire sur case blanche h5 · Roi blanc sur case noire b4 · Fou blanc sur case noire h2 · Roi noir sur case noire a1 | Pion blanc sur case blanche c6 · Tour noire sur case blanche h5 · Roi blanc sur case noire b4 · Fou blanc sur case noire h2 · Roi noir sur case noire a1 | Pion blanc sur case blanche c6 · Tour noire sur case blanche h5 · Roi blanc sur case noire b4 · Fou blanc sur case noire h2 · Roi noir sur case noire a1 | Pion blanc sur case blanche c6 · Tour noire sur case blanche h5 · Roi blanc sur case noire b4 · Fou blanc sur case noire h2 · Roi noir sur case noire a1 | 1 |
|   | a | b | c | d | e | f | g | h |   |